# Іванівці (Дністровський район)
Іва́нівці (в минулому — Янівці, Яноуці) — село в Україні, у Кельменецькій селищній громаді Дністровського району Чернівецької області.

## Географія
Село розташована на висоті 254 метрів у Дністровському районі, у селі бере початок річка Янова, права притока Дністра.

## Історія
Перші згадки про Іванівці датуються 27 червням 1604 року. Так, тодішній господар Молдови, Єремія Могила підтвердив правнукам Бальша Старого (Balș cel bătrân) (слуга Олександра І Доброго, котрий за віддану службу отримав від господаря  привілеї на селище Букачюва (поблизу колишнього села Молодове) та на деякі інші незгадані села) права на села, серед яких зокрема й Ширеуць (Sarăuți), назване Інеуць (Inăuți), Хотинського цинуту. Стара ймовірна назва села (Sarăuți) слідує і з інших джерел .
Також згадки про с. Іванівці датуються 1659 роком. Найбільш древньою є західна частина Іванівців, яка називалася Гупало і налічувала всього 7 садиб. Ці садиби тягнулися вздовж річки. Борсуче і Горянщина були ще хуторами, тому залишилася поговірка серед селян і понині. Коли питають селянина: «Куди йдеш?» — він відповідає: «В село».
Селянам жилося важко. З одного боку вони повинні були працювати в маєтку поміщика, з іншого боку — терпіти непосильні утиски з боку турецьких загарбників. Вже з 1817 р. в селі Янівці налічувалося 180 жителів, а в 1899 році — 400 селянських дворів. На той час більшість селянських господарств були безземельними і малоземельними.
За даними на 1859 рік у власницькому селі Хотинського повіту Бессарабської губернії мешкало 1296 осіб (664 чоловічої статі та 632 — жіночої), налічувалось 244 дворових господарства, існували православна церква та завод.
Великою подією в селі стало будівництво паном гуральні (спиртзаводу) у 1860 році біля Панського ставу. На гуральні в різний час працювало близько 100 чоловік. Інженерами були євреї. Місце для будівництва було вибрано вдало. Робітники вручну насипали високу греблю, яка перекривала Панський став. Збоку був відстійник, туди стікала тепла вода і очищувалася. Вода з ставу на ґуральню йшла самотьоком, її використовували для технічних потреб (мили буряк, картоплю). Крім того, для виробництва спирту використовували зернові культури: пшеницю, ячмінь, кукурудзу. Спирт виробляли рафінований. Очищення спирту відбувалося таким чином: сирець зливали у великі чани, насипали білої глини і з допомогою лопатей змішували. Глина осідала і спирт поступово очищався. Завод вважався панським, але ним керувала інвестиційна комісія, у яку входило 6 євреїв. Якість спирту, особливо з кукурудзяного крохмалю була дуже високою і проблем з реалізацією продукції не виникало. Важка доля судилася гуральні. У 1943 році завод було підірвано. Спирт змішався з водою річечки Поливаного Яру і прямував до Дністра. Деякі завбачливі іванівчани набирали цю суміш і несли додому, та й користувались нею довгі часи.
1880 року по селянських наділах була прокладена залізниця. В народі вона дістала назву «чавунки». Будували чавунку вручну «лапацони» — так називали китайців. За ділянки, через які проходила залізниця, селянам платили великі гроші. Так, Остап Дзик отримав карбованцями стільки грошей, що йому вистачило на будівництво хати і водяного млина. Будівництво залізниці для села Янауци мало велике значення: встановився зв'язок з Придністров'ям.
Станом на 1886 рік у власницькому селі Романкоуцької волості, мешкало 1608 осіб, налічувалось 282 дворових господарства, існували православна церква, школа, цегельний та винокурений завод.
На початку ХХ століття більшість сільських багатіїв і поміщики засновують підприємства по переробці сільськогосподарської продукції (борошномельне виробництво), які стали ще одним важелем розвитку села.
У жовтні 1917 року селяни розділили майно поміщика Казиміра, забрали зерно, почали рубати поміщицький ліс, який налічував 762 десятин. З 1918 по 1940 рр. в село Янауци прийшли до влади війська королівської Румунії. З їх приходом в село повернувся поміщик Казимір, який за допомогою властей відібрав у селян землю і розправився з активними учасниками революційних подій. До 1941 року в с. Янауци були міцні куркульські господарства, але бідних господарств було ще більше. Бідним вважався селянин, який мав до 3 га малородючої землі. Не маючи тяглової сили для обробітку землі, селяни швидко втрачали дані наділи на користь сільських багатіїв. Часто, щоб зберегти своє господарство, селяни спрягалися (два бідняки спрягали свої коні для обробітку землі). Для підтримання господарства, тяглової сили, у селі розвивалися різні ремесла.
Після Другої Світової, яку саме село (але не його мешканці) пережило без кривавих боїв ворогуючих сторін, голоду післявоєнних літ життя активізувалося: розвивалась інфраструктура села, створювались нові підприємства, які давали можливість працювати, заробляти, жити. І відповідно зростала чисельність мешканців села. У 60-70-х роках активно перебудовувався центр села. Виростає будинок культури, центральна зала якого налічує 400 посадочних місць, є бібліотека, кімната урочистих подій, дискотечна зала, сільський музей. Лікарня також переїжджає в нове приміщення, яке повністю відповідало потребам населення. Тут, окрім стаціонару на 25 ліжок є фізіотерапевтичний кабінет, стоматологічний, пологове відділення, навіть рентген кабінет. У центрі села, на місці старих крамничок і маленького сільського клубу будується двоповерховий торговий центр з рестораном «Олімпійський» і пивним баром. В основному це робилося на кошти сільськогосподарського підприємства — колгоспу «Більшовик».

## Освіта
Освіта села починалась із церковно-парафіяльної школи, що розмістилась біля церкви. Це була довга приземиста будівля з двох кімнат: в одній жив вчитель, а в другій, великій, учнів на 50, стояли три довгих столи, за якими проводились заняття для всіх вікових категорій одночасно. Дівчаток в школу зазвичай не водили, вчились тільки хлопці та і то не всі. Як не дивно, але та будівля школи, трошки перебудована (великий клас переділили навпіл стіною і добудували ще одну кімнату) успішно працювала на «ліквідацію безграмотності» до часів побудови у 1978 році нового, триповерхового, за типовим проектом приміщення школи.
Після війни, з приходом Влади Рад, діти поміщика Казиміра успішно залишили село і панська садиба стала «альма матір'ю» для сільських дітей. Приміщення поступово розбудовували з ростом кількості учнів, прекрасний парк із цікавими деревами потрошку вирубували, але територія школи завжди була зелена, затишна і важко порахувати кількість закоханих пар, що цілувались в бузкових бесідках. Всі, хто вчився в цьому приміщенні школи, на цій території, так і говорять: «Наша, стара школа».
Сьогодні школа працює і живе повноцінним життям завдяки педколективу і учням, які в ній навчаються. Незважаючи на матеріальні труднощі в обладнанні навчальних класів і кабінетів школа має високий рейтинг у районі. В основному ці питання вирішуються спонсорською допомогою підприємців і батьківського комітету. Навчання проводиться в одну зміну, за кабінетною системою, тому підготовці кабінетів приділяється особлива увага.

## Населення
1930 рік: 3 729 осіб (за переписом)
Згідно з переписом УРСР 1989 року чисельність наявного населення села становила 3833 особи, з яких 1755 чоловіків та 2078 жінок.
За переписом населення України 2001 року в селі мешкало 3237 осіб.
2007 рік: 3 253 особи (за оцінками)

### Мова
Розподіл населення за рідною мовою за даними перепису 2001 року:
| Мова       | Відсоток |
| ---------- | -------- |
| українська | 98,92 %  |
| російська  | 0,71 %   |
| молдовська | 0,18 %   |
| білоруська | 0,06 %   |
| вірменська | 0,03 %   |

## Особистості
В поселенні народились:
- Затуловська Олена Петрівна (*14.10.1956) — директор Чернівецького краєзнавчого музею, заслужений працівник культури України (2012).
- Роман Панас Васильович (школяр) — переїхав до Києву, але всеодно їхав в це село.
- Тучкевич Володимир Максимович (1904—1997) — фізик, академік АН СРСР і РАН, Герой Соціалістичної Праці, лауреат Ленінської премії та Сталінської премії І ступеня.
- Хом'як Катерина Петрівна (* 1953) — український лікар-кардіолог.

## Пам'ятки

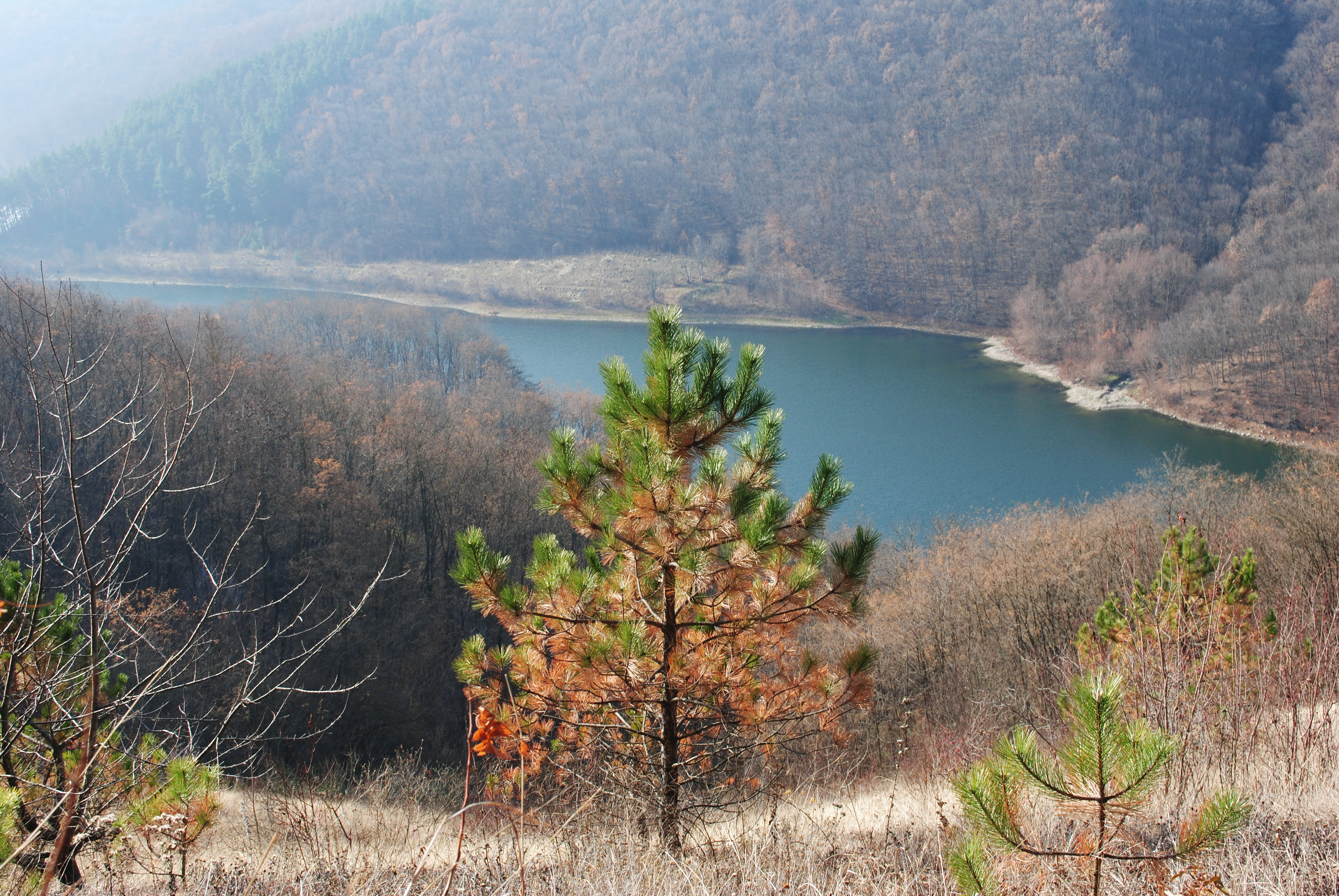
Поливанів яр

- Поливанів яр — ландшафтний заказник місцевого значення.